# 涧头镇
涧头镇，是中华人民共和国广东省河源市东源县下辖的一个乡镇级行政单位。

## 行政区划
涧头镇下辖以下地区：
涧头社区、涧头村、涧新村、礤娥村、大往村、新中村、长新村、新田村、乐源村、乐平村、新坝村、东坝村和洋潭村。